# En esta tarde gris
"En esta tarde gris" es un tango compuesto por Mariano Mores en música  y por el poeta José María Contursi  en letra en 1941.

## Historia
Este famoso tango fue compuesto por José María Contursi en colaboración con el pianista Mariano Mores en el año 1941.  
Es considerado uno de los mejores tangos de José María Contursi.
Como varios tangos de José María refieren al amor a Susana Gricel Viganó.  Si bien Contursi estuvo casado con Alina Zárate con quien tuvo cuatro hijos; conoció a Viganó, cuya juventud y hermosura lo enamoraron.
A pesar de ello vuelve a su matrimonio dejando atrás este romance, aunque el dolor y remordimiento por este abandono lo siguieron toda su vida. Luego de años, José María enviuda y Susana es abandonada por su esposo y gracias a la ayuda de Ciriaco Ortiz en el año 1962 pueden reencontrarse.  Vivieron juntos hasta el fin de sus días.

## Letra
Qué ganas de llorar en esta tarde gris! 
 En su repiquetear la lluvia habla de ti... 
 Remordimiento de saber 
 que por mi culpa, nunca, 
 vida, nunca te veré. 
 Mis ojos al cerrar te ven igual que ayer, 
 temblando, al implorar de nuevo mi querer... 
 ¡Y hoy es tu voz que vuelve a mí 
 en esta tarde gris!

Ven 
 —triste me decías--, 
 que en esta soledad 
 no puede más el alma mía... 
 Ven 
 y apiádate de mi dolor, 
 que estoy cansada de llorarte, 
 sufrir y esperarte 
 y hablar siempre a solas 
 con mi corazón. 
 Ven, 
 pues te quiero tanto, 
 que si no vienes hoy 
 voy a quedar ahogada en llanto... 
 No, 
 no puede ser que viva así, 
 con este amor clavado en mí 
 como una maldición.

Mis ojos al cerrar te ven igual que ayer, 
 temblando, al implorar de nuevo mi querer... 
 ¡Y hoy es tu voz que sangra en mí, 
 en esta tarde gris!
 José María Contursi

## Otras versiones
- Mariano Mores
- Roberto Goyeneche
- Javier Solís
- Julio Sosa
- Rocío Dúrcal